# Muhamed Hadžijahić
Muhamed Hadžijahić (Sarajevo, 6. veljače 1918. – Sarajevo, 21. lipnja 1986.), bosankohercegovački povjesničar, propagandist NDH, doktor prava čija je interesna sfera bila politička povijest.

## Životopis
Rođen u Sarajevu. U Sarajevu je završio osnovnu školu i klasičnu gimnaziju. Piše od rane mladosti. Već sa 16 godina objavio je svoj prvi rad. Rad u Novom beharu je o narodnim pjesmama o Aliji Đerzelezu. Pravni fakultet u završio 1942. u Zagrebu. Kao student počeo se baviti s pravnom povijesti. Poslije studija radio je u Sarajevu, Zagrebu, Raši kod Labina, Mostaru, Brčkom, Gradačcu, Vogošći i na kraju u Sarajevu.
Posebno je bio aktivan u pisanju u svim područjima u vrijeme NDH. Radio kao cenzor u Glavnom ravnateljstvu za promičbu. Od 1941. ilegalni suradnik NOP-a u Sarajevu. Od jeseni 1942. i u kontaktu sa zagrebačkim vodstvom ilegalnoga komunističkog pokreta. Ratnih godina pisao za hrvatske listove, enciklopedije i kalendare: Hrvatska enciklopedija, kalendaru Nova uzdanica, El Hidaje, zagrebačkom Hrvatskom narodu, zagrebačkom Hrvatskom dnevniku, Hrvatsko kolo, sarajevskom Osvitu, Spremnosti, muslimanskom godišnjaku Hrvat, poslije rata u Enciklopediji Jugoslavije, raznim muslimanskim časopisima, ali i katoličkim (Dobri Pastir, Croatica Christiana Periodica). Ipak, do 1949. radio u uredu za informacije Predsjedništva Vlade NRH, zatim godinu dana je bio pravnik u Generalnoj direkciji ugljena u Zagrebu, pa sezonu pravni referent u istarskim ugljenokopima u Raši. Od 1951. je u BiH u kotarskom sudu i Državnom sekretarijatu za pravosudnu upravu NRBiH u Sarajevu, nakon čega je radio kao sudac u više bh. gradova. Od 1964. pravnik na sveučilinim ustanovama i institutima u Sarajevu. Od 1967. je u privredi u poduzeću »Tito« u Vogošći, no nakon godine dana je u Gradskom zavodu za zaštitu i uređenje spomenika kulture u Sarajevu. Zatim je sve do mirovine u Akademiji znanosti BiH gdje je obnašao dužnosti. Predsjedavao vijećem Gazi Husrev-begove biblioteke u Sarajevu 1971. godine.
Napisao više stotina članaka, rasprava i studija. Pisao o muslimanskim rezolucijama 1941. (banjolučkih, mostarskih, prijedorskih, tuzlanskih, bijeljinskih te o indicijama da su rezolucije donesene i u Bosanskoj Dubici, Visokom i još nekim mjestima).
Bavio se adžamijskom književnošću, bh. poviješću osobito 9. i 10. st. i 18. i 19. st., položajem gradova u Osmanskom Carstvu, Crkvom bosanskom i širenjem islama u Bosni, hamzevijskim pokretom i dr.

## Izabrana djela
- Narodne pjesme o Đerzelez Aliji. Priredio: Muhamed Hadžijahić. Sarajevo: Štamparija Omer Šehić, 1934.
- Gradja za povijest narodne poezije muslimana iz Bosne u XVI, XVII. i XVIII. stoljeću, 1935.
- Hrvatska muslimanska književnost prije 1878. godine., 1938.
- Posebnost Bosne i Hercegovine i stradanja Muslimana. Rukopis dostavljen savezničkim snagama 1944.
- Prvi pokušaji štampanja radova bosanskih muslimana, 1963. (Osman Sokolović i Muhamed Hadžijahić)
- Pravni položaj Sarajeva u Otomanskom carstvu do 1850 godine, 1964. (doktorska disertacija na Pravnom fakultetu u Zagrebu)
- Die Kaempfe der Ajane in Mostar bis zum Jahre 1833., 1969.
- Pitanje vjerodostojnosti Sabora na Duvanjskom polju, 1970.
- Italija i bosanski muslimani u proljeće 1920., 1972.
- Prilog Skarićevoj hipotezi o porijeklu stećaka, 1971.
- Neki tipovi povlaštenih gradova u turskom feudalizmu, 1974.
- O progonu Hamzevija u Bosni 1573. godine, 1974. (Adem Handžić i Muhamed Hadžijahić)
- Od tradicije do identiteta : (geneza nacionalnog pitanja bosanskih Muslimana), 1974.
- Porijeklo bosanskih Muslimana, objavljeno 1990.